# 専門学校九州テクノカレッジ
専門学校九州テクノカレッジ（せんもんがっこうきゅうしゅうてくのかれっじ、英語：Kyushu Techno College）は、福岡県北九州市小倉北区清水４丁目８−１にある、日本の私立専門学校である。学校の略称は九テク（きゅうてく）。大正11年6月に田所友明を中心とした同志逹によって設立された。設立時の名称は専修高等簿記学校。平成13年までの名称は九州経理専門学校。

## 沿革[1]
- 大正11年6月：専修高等簿記学校設立認可（小倉市中島町）
- 大正14年7月：女子部設置認可
- 昭和5年3月：校舎新築移転（小倉市菜園場）
- 昭和10年9月：九州高等計理学校改称認可
- 昭和19年3月：女子専門に改組し、九州高等女子計理学校改称認可
- 昭和20年7月：清水1丁目に仮校舎移転
- 昭和21年3月：男子部復活し九州高等計理学校改称認可
- 昭和25年4月：小倉市水道町（現在地）に仮校舎として移転
- 昭和27年12月：学校法人専修学園に組織変更認可
- 昭和29年6月：九州経理専門学校と改称認可
- 昭和41年4月：図書室・研修室・特別教室新築落成
- 昭和46年6月：創立50周年記念式典・同窓会を開催
- 昭和51年4月：専修学校・専門課程に昇格認可
- 昭和60年3月：産業能率短期大学通信教育部と連携
- 昭和61年4月：本館RC3階建て新築落成
- 平成4年6月：創立70周年記念式典・田所正道理事長 藍綬褒章祝賀会
- 平成13年8月：専門学校九州テクノカレッジ改称認可、商業実務・工業専門課程の2課程となる
- 平成14年2月：学校法人専修学園より分離、学校法人友幸学園に組織変更認可
- 平成18年11月：田所正國学園長 瑞宝双光章叙勲受章
- 平成24年6月：学校創立90周年 記念式典・祝賀会を開催
- 令和4年6月：学校創立100周年を迎える

## 所在地
福岡県北九州市小倉北区清水４丁目８−１

## 交通機関
- JR日豊本線：南小倉駅から徒歩7分
- 西鉄バス：清水交差点徒歩3分

## 施設
- 本館
- 2号館
- 3号館
- 5号館

## 三校是[2]
- 愛することは幸福のもと
- 汗することは発展のもと
- 献げることは信用のもと

## 設置学科
現在設置されている学科は３つ。
- コンピュータ会計科：2年課程
- ハイテク情報科：2年課程
- 国際情報ビジネス科：2年課程